# Praecitrullus
Praecitrullus là một chi thực vật có hoa trong họ Cucurbitaceae.

## Loài
Chi Praecitrullus gồm các loài: